# Hiệp định đình chiến Compiègne
Hiệp định đình chiến Compiègne (tiếng Pháp: Armistice de Rethondes, tiếng Đức: Waffenstillstand von Compiègne) được ký vào ngày 11 tháng 11 năm 1918 trong một khu rừng gần thành phố Compiègne, thuộc vùng Picardy của Pháp. Hiệp định này đánh dấu sự kết thúc các cuộc chiến trong Thế chiến thứ nhất giữa Phe Hiệp Ước và Đế quốc Đức, cường quốc Trung tâm cuối cùng vẫn còn tham chiến. Trước đó, các hiệp định đình chiến đã được ký với Bulgaria, Đế quốc Ottoman và Đế quốc Áo-Hungary. Đức đã tìm kiếm một thỏa thuận đình chiến bằng cách kêu gọi Tổng thống Mỹ Woodrow Wilson, hy vọng đàm phán dựa trên "Mười bốn điểm" của ông, một khuôn khổ cho hòa bình.
Hiệp định được ký bởi các đại diện hai bên vào lúc 5:45 sáng giờ CET trong một toa xe lửa đặc biệt của Thống chế Pháp Ferdinand Foch, người đã chủ trì các cuộc đàm phán từ phía phe Hiệp Ước, với lệnh ngừng bắn bắt đầu vào lúc 11:00 sáng cùng ngày, 11 tháng 11 năm 1918. Đây là một chiến thắng quyết định cho Phe Hiệp Ước và đánh dấu sự thất bại của Đức, mặc dù chiến tranh chỉ chính thức kết thúc với việc ký Hiệp ước Versailles vào ngày 28 tháng 6 năm 1919.
Thống chế Ferdinand Foch, Tư lệnh Tối cao Đồng minh, đã đóng vai trò quan trọng trong việc soạn thảo các điều khoản. Các điều khoản này yêu cầu ngừng ngay lập tức các hoạt động quân sự trên Mặt trận phía Tây, rút quân Đức khỏi các khu vực phía tây sông Rhine, và quân Đồng minh chiếm đóng một số phần của Đức. Trang thiết bị quân sự của Đức, bao gồm máy bay và tàu chiến, bị tịch thu, và cuộc phong tỏa Đức vẫn được duy trì. Điều quan trọng là tù binh Đức không được thả, trong khi tù binh Đồng minh được trả tự do.
Mặc dù đã có hiệp định đình chiến, chiến sự vẫn tiếp tục cho đến tận hạn chót 11 giờ sáng, khiến hàng ngàn binh sĩ thiệt mạng vào ngày cuối cùng cuộc chiến, đánh dấu một kết thúc bi thảm cho xung đột này. Hiệp định đình chiến đã được gia hạn nhiều lần cho đến khi kết quả cuối cùng được củng cố tại Hội nghị Hòa bình Paris năm 1919, Hiệp ước Versailles được ký kết. Hiệp ước này chính thức kết thúc chiến tranh, áp đặt những khoản bồi thường lớn và sự nhượng bộ lãnh thổ đối với Đức.

## Bối cảnh

### Chiến sự tồi tệ của Đức
Vào cuối năm 1918, tình hình quân sự Đức và các đồng minh thuộc phe Liên minh Trung tâm đã trở nên tồi tệ nghiêm trọng. Cục diện chiến tranh đã chuyển biến bất lợi sau khi quân Đồng minh phát động Tổng tấn công Một trăm ngày, một loạt các cuộc tấn công liên tiếp bắt đầu với Trận Amiens vào tháng 8. Đây là thời điểm khi quân Đức bắt đầu rút lui dần dần, quay trở lại Phòng tuyến Hindenburg, và những thành quả lãnh thổ mà Đức đã đạt được trong cuộc tấn công mùa xuân trước đó đã hoàn toàn bị xóa bỏ.
Tình hình trở nên nguy kịch hơn vào ngày 28 tháng 9, khi lực lượng Mỹ và Pháp phát động Chiến dịch Meuse-Argonne, cùng với cuộc tấn công của Anh tại Kênh St. Quentin, đe dọa bao vây lực lượng Đức trong một gọng kìm khổng lồ. Đồng thời, phe Liên minh Trung tâm đang sụp đổ trên các mặt trận khác: Đế quốc Ottoman đang kiệt sức, và Bulgaria, sau thất bại ở mặt trận Macedonia, đã ký Hiệp định đình chiến Salonica vào ngày 29 tháng 9. Điều này mở đường cho quân Đồng minh xâm nhập Đức từ phía nam qua Áo.
Ngoài những thất bại quân sự, Đức còn đối mặt với sự bất ổn nghiêm trọng trong nước. Tình trạng thiếu lương thực, bị trầm trọng hơn do cuộc phong tỏa từ quân Đồng minh, đã dẫn đến sự bất mãn và rối loạn lan rộng trong dân chúng. Dù tinh thần binh sĩ Đức ở tiền tuyến vẫn tương đối ổn định, nhưng phải chịu đựng căng thẳng lớn do thương vong trên chiến trường, khẩu phần ăn kiệt quệ và thiếu hụt quân tiếp viện. Đại dịch cúm Tây Ban Nha cũng làm suy giảm lực lượng, và những tân binh còn lại đều mệt mỏi và mất niềm tin, góp phần vào tình hình suy thoái của Đức. Sự sụp đổ từ các đồng minh và những áp lực ngày càng tăng trong nước báo hiệu rằng khả năng Đức tiếp tục cuộc chiến đang nhanh chóng đi đến hồi kết.

### Hòa đàm

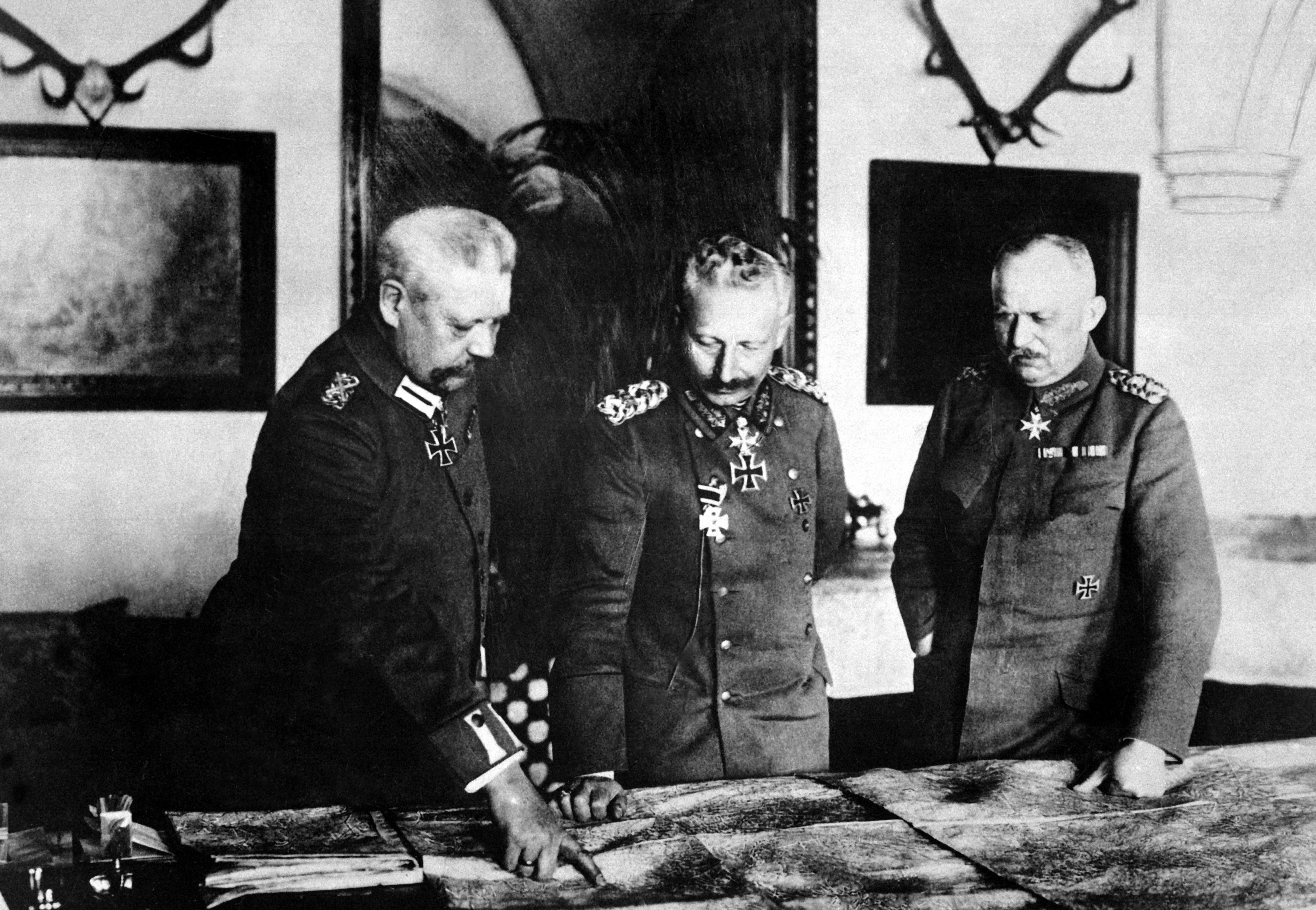
Hindenburg, Kaiser Wilhelm và Ludendorff đang thảo luận tại Tổng hành dinh ở Lâu đài Pleß

Đến cuối năm 1918, giới lãnh đạo quân sự và chính trị Đức đã nhận ra rằng tình hình đang ngày càng tuyệt vọng. Vào ngày 29 tháng 9, tại Tổng hành dinh Quân đội Hoàng gia ở Spa, Bỉ, Bộ Chỉ huy Tối cao Quân đội Đức đã thông báo cho Hoàng đế Wilhelm II và Thủ tướng Georg von Hertling rằng chiến tranh về cơ bản đã thất bại. Tổng giám Quân nhu Erich Ludendorff, tuyên bố rằng ông không thể đảm bảo mặt trận sẽ giữ vững thêm hai giờ nữa. Ông cho biết lực lượng Bulgaria đã bị đánh bại có nghĩa là quân tiếp viện cho Mặt trận phía Tây sẽ phải chuyển hướng, và điều này đã "thay đổi cơ bản tình hình trước các cuộc tấn công đang diễn ra ở Mặt trận phía Tây". Ludendorff yêu cầu Đức lập tức đề nghị đình chiến với phe Entente, và khuyến nghị chấp nhận các điều kiện chính của Tổng thống Mỹ Woodrow Wilson, bao gồm Mười bốn điểm, hy vọng sẽ có được các điều khoản hòa bình có lợi hơn. Điều này cho phép Ludendorff cứu vãn uy tín quân đội Đức và chuyển trách nhiệm về đầu hàng cho các đảng phái dân chủ và quốc hội. Ông đã bày tỏ ý kiến của mình với các sĩ quan trong ban tham mưu vào ngày 1 tháng 10: "Giờ họ phải nằm trên chiếc giường mà họ đã tự trải cho chúng ta".
Ngày 3 tháng 10 năm 1918, Hoàng thân Maximilian xứ Baden được bổ nhiệm làm Thủ tướng Đức, thay thế Georg von Hertling để đàm phán một hiệp định đình chiến. Sau các cuộc thảo luận dài với Hoàng đế và các đánh giá về tình hình chính trị và quân sự Đế chế Đức, đến ngày 5 tháng 10, chính phủ Đức đã gửi một thông điệp tới Wilson yêu cầu đàm phán hòa bình dựa trên bài phát biểu gần đây của ông và Mười bốn điểm trước đó. Trong hai cuộc trao đổi tiếp theo, các ám chỉ của Wilson "không truyền tải ý tưởng việc thoái vị Kaiser là điều kiện cần thiết cho hòa bình. Các chính khách hàng đầu Đế chế vẫn chưa sẵn sàng để cân nhắc đến một khả năng khủng khiếp như vậy". Ngày 23 tháng 10, Wilson tuyên bố rằng nếu chính phủ Mỹ phải đàm phán với các nhà cầm quyền quân sự và quân chủ chuyên chế Đức, thì không thể có đàm phán hòa bình mà phải là sự đầu hàng.
Vào cuối tháng 10 năm 1918, Ludendorff bất ngờ thay đổi quan điểm và tuyên bố các điều kiện phe Đồng minh là không thể chấp nhận được. Ông yêu cầu tiếp tục chiến tranh, mặc dù một tháng trước đó ông đã tuyên bố chiến tranh đã thất bại. Tuy nhiên, vào thời điểm này, quân đội Đức đang chịu đựng tình trạng suy giảm tinh thần nghiêm trọng và số lượng đào ngũ ngày càng gia tăng. Ludendorff bị cách chức và thay thế bởi Tướng Wilhelm Groener.
Ngày 3 tháng 11 năm 1918, Hoàng thân Maximilian, sau khi hồi phục từ một cơn hôn mê do uống quá liều thuốc ngủ để điều trị cúm, phát hiện ra rằng cả Ottoman và Áo-Hungary đã ký hiệp định đình chiến với phe Đồng minh. Tướng Max von Gallwitz đã mô tả sự kiện này là "mang tính quyết định" với Thủ tướng trong các cuộc thảo luận vài tuần trước đó, vì điều đó có nghĩa là Áo khả năng trở thành bàn đạp cho cuộc tấn công của quân Đồng minh vào Đức từ phía nam. Ngày hôm sau, cách mạng bùng nổ khắp nước Đức, và hải quân Đức đã nổi dậy. Ngày 5 tháng 11, phe Đồng minh đồng ý bắt đầu đàm phán đình chiến, nhưng cũng yêu cầu Đức trả tiền bồi thường.
Ngày 6 tháng 11, Berlin nhận được bức điện mới nhất từ Wilson, và cùng ngày, phái đoàn do Matthias Erzberger dẫn đầu đã rời Đức để tới Pháp. Hoàng thân Maximilian, nhận thức rằng việc Hoàng đế không thoái vị là trở ngại trong các cuộc đàm phán và thúc đẩy cách mạng trong nước, đã tự ý tuyên bố Hoàng đế thoái vị và chuyển giao quyền lực cho Friedrich Ebert thuộc Đảng Dân chủ Xã hội vào ngày 9 tháng 11. Cùng ngày, Philipp Scheidemann tuyên bố thành lập Cộng hòa Đức.
Mặc dù Đức mong muốn đàm phán hòa bình dựa trên Mười bốn điểm của Wilson, các chính phủ Pháp, Anh và Ý không muốn chấp nhận chúng và những hứa hẹn đơn phương sau đó của Wilson. Họ cho rằng phi quân sự hóa mà Wilson đề xuất chỉ nên giới hạn ở các cường quốc Trung tâm và mâu thuẫn với kế hoạch sau chiến tranh của họ. Tướng Douglas Haig của Anh kêu gọi các điều khoản ôn hòa, cho rằng Đức chưa hoàn toàn bị đánh bại về mặt quân sự và nên được chấp nhận các điều kiện có thể khả thi. Thống chế Ferdinand Foch của Pháp yêu cầu các điều kiện khắc nghiệt hơn, bao gồm chiếm đóng vùng Rhineland và tịch thu nhiều vật tư quân sự Đức. Tướng John Pershing của Mỹ phản đối bất kỳ hiệp định đình chiến nào, khăng khăng muốn đánh bại hoàn toàn quân đội Đức. Kết quả cuối cùng là các điều khoản vượt xa những gì Wilson đã đề xuất trong Mười bốn điểm của mình.

### Cách mạng Đức

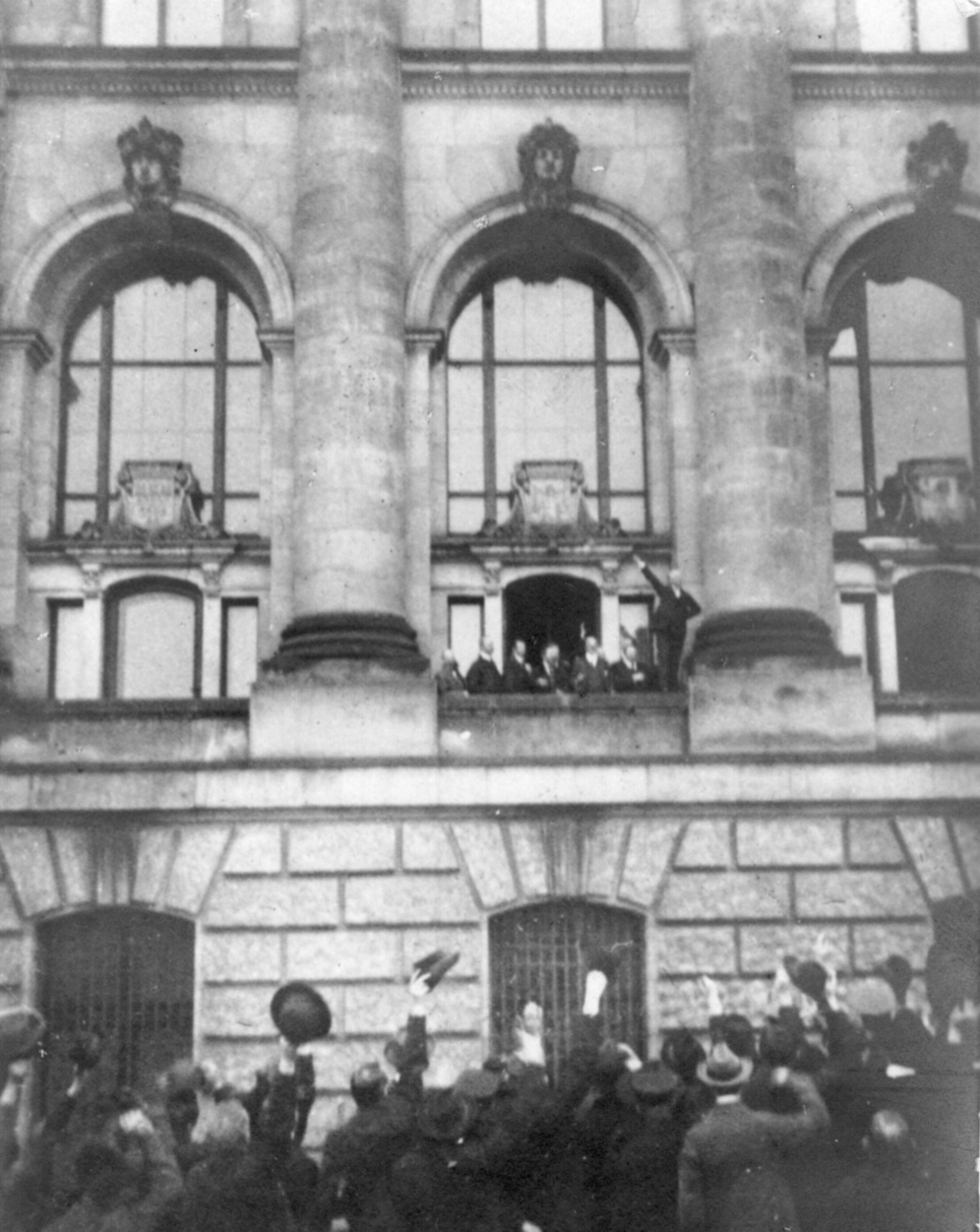
Tuyên bố nước Cộng hòa tại tòa nhà Reichstag vào ngày 9 tháng 11

Cuộc nổi dậy các thủy thủ diễn ra trong đêm từ 29 đến 30 tháng 10 năm 1918 tại cảng Wilhelmshaven đã nhanh chóng lan rộng khắp nước Đức trong vòng vài ngày và dẫn đến việc tuyên bố thành lập một nước cộng hòa vào ngày 9 tháng 11, cùng với thông báo về việc Kaiser Wilhelm II thoái vị. Các Xô viết công nhân và binh lính đã kiểm soát hầu hết các thành phố lớn phía tây sông Elbe, bao gồm cả Berlin, nơi chính phủ mới Đế chế, Xô viết Đại biểu Nhân dân do phe xã hội chủ nghĩa chi phối, được họ ủng hộ hoàn toàn. Một trong những mục tiêu chính của các xô viết này là chấm dứt chiến tranh ngay lập tức.
Cũng vào ngày 9 tháng 11, Maximilian von Baden đã chuyển giao vị trí Thủ tướng cho Friedrich Ebert, một thành viên Đảng Dân chủ Xã hội, người cùng ngày đã trở thành đồng Chủ tịch Xô viết Đại biểu Nhân dân. Hai ngày sau, thay mặt cho chính phủ mới, Matthias Erzberger của Đảng Trung dung Công giáo đã ký kết hiệp định đình chiến tại Compiègne. Bộ chỉ huy tối cao quân đội Đức đã đổ lỗi cho việc đầu hàng không phải là do quân đội mà cho những người khác, bao gồm cả các nhà xã hội chủ nghĩa, những người đang ủng hộ và điều hành chính phủ tại Berlin.
Trong mắt phe cánh hữu Đức, trách nhiệm này đã được chuyển sang Cộng hòa Weimar khi nó được thành lập vào năm 1919, gây ra sự bất ổn đáng kể cho nền cộng hòa mới.

## Quá trình đàm phán
Quá trình đàm phán dẫn đến Hiệp định đình chiến là một quá trình gấp gáp và tuyệt vọng. Phái đoàn Đức do Matthias Erzberger dẫn đầu đã vượt qua chiến tuyến bằng năm chiếc xe hơi và được hộ tống trong mười giờ qua khu vực chiến tranh tàn phá ở miền Bắc nước Pháp, đến nơi vào sáng ngày 8 tháng 11 năm 1918. Sau đó, họ được đưa đến một địa điểm bí mật, nơi đoàn tàu riêng của Thống chế Foch đang đậu tại một nhánh đường sắt trong rừng Compiègne.
Thống chế Ferdinand Foch chỉ xuất hiện hai lần trong ba ngày đàm phán: lần đầu tiên để hỏi phái đoàn Đức họ muốn gì, và lần cuối cùng để giám sát việc ký kết. Đức đã được trao danh sách các yêu cầu của phe Đồng minh và có 72 giờ để đồng ý. Phái đoàn Đức đã không trực tiếp thảo luận với Foch, mà với các sĩ quan Pháp và Đồng minh được ủy quyền. Hiệp định đình chiến đòi hỏi việc giải giáp quân sự đáng kể từ Đức, với rất ít cam kết từ phía Đồng minh. Cuộc phong tỏa hải quân đối với Đức không được dỡ bỏ hoàn toàn cho đến khi các điều khoản hòa bình đầy đủ được thống nhất.
Có rất ít cuộc đàm phán thực sự. Đức chỉ có thể giảm nhẹ một số yêu cầu quá mức (chẳng hạn như số lượng tàu ngầm phải ngừng hoạt động vượt quá số lượng tàu mà họ có), kéo dài thời gian rút quân và đưa ra sự phản đối chính thức về mức độ khắc nghiệt các điều khoản từ Đồng minh. Tuy nhiên, họ không thể từ chối ký kết hoặc tìm cách kéo dài thời gian để thảo luận thêm về các điều khoản. Sự phát triển nhanh chóng cách mạng tại Đức và phản ứng ở các quốc gia Đồng minh đã khiến quá trình đàm phán và ký kết trở nên gấp gáp và tuyệt vọng đối với cả hai bên. Thông tin về các cuộc đàm phán đã rò rỉ ra báo chí các nước Đồng minh (đặc biệt là ở Mỹ), gây nên làn sóng hân hoan khi mọi người chờ đợi chiến tranh sắp kết thúc — như tại New York và Washington, các cuộc biểu tình hòa bình đã bắt đầu vào ngày 7, 8 và 9 tháng 11.
Ngày 9 tháng 11, Karl Liebknecht tuyên bố thành lập nước Cộng hòa Xô viết tự do tại Đức. Theo tuyên bố từ tờ báo chính thức của Đảng Dân chủ Xã hội Đức (SPD), Vorwärts: "Phần lớn lực lượng đồn trú tại Berlin, cùng với pháo và pháo binh của họ, đã tuyên bố ủng hộ Xô viết Công nhân và Binh lính. Phong trào này được lãnh đạo bởi Đảng Dân chủ Xã hội Đức và Đảng Dân chủ Xã hội Độc lập". Hoàng thân Maximilian, hiểu rằng không thể giữ quyền lực và để duy trì trật tự trong nước, đã quyết định tự chuyển giao quyền lực cho phe ôn hòa của Đảng Dân chủ Xã hội. Cùng ngày, ông tuyên bố Kaiser thoái vị khỏi ngai vàng Phổ và Đế chế Đức, sau đó từ chức và chuyển giao quyền lực cho Friedrich Ebert, lãnh đạo của Đảng Dân chủ Xã hội. Cũng trong ngày đó, Philipp Scheidemann, Thư ký chính phủ dưới thời Maximilian, trong giờ nghỉ trưa đã bước ra cửa sổ một tòa nhà chính phủ và tuyên bố với đám đông rằng nền quân chủ đã sụp đổ và Cộng hòa Đức được thành lập, không thông qua sự đồng thuận với Ebert, với ý định ngăn chặn hành động của phe Spartakus.
Tối Chủ nhật ngày 10 tháng 11, Kaiser, khi đó đang ở Tổng hành dinh tại Spa (Bỉ), đã rời đến Hà Lan, nơi ông chính thức thoái vị cả hai ngai vàng vào ngày 28 tháng 11. Phái đoàn Đức biết tin về việc Kaiser thoái vị và bỏ trốn ra nước ngoài từ các tờ báo Paris mang tới, trước khi nhận thông báo từ chính phủ mới của Đức. Cùng ngày, Ebert giao cho Matthias Erzberger nhiệm vụ ký kết hiệp định đình chiến. Trước đó, chính phủ đã nhận được thông báo từ Paul von Hindenburg, chỉ huy tối cao quân đội Đức, yêu cầu ký hiệp định đình chiến ngay cả khi các điều kiện phe Đồng minh không thể được giảm nhẹ hoặc cải thiện.
Hiệp định đình chiến giữa phe Đồng minh và Đức đã được ký vào ngày 11 tháng 11 lúc 05:12–05:20 sáng trên toa xe lửa của Thống chế Ferdinand Foch tại rừng Compiègne.
Hiệp định có hiệu lực vào lúc 11 giờ sáng theo giờ Paris ("11 giờ ngày 11 tháng 11"). Để đánh dấu sự kiện này, 101 phát đại bác đã được bắn — đó là những phát súng cuối cùng của Thế chiến thứ nhất.
Điều đáng chú ý là không giống như các cuộc đàm phán tại Brest-Litovsk hay việc ký kết Hiệp ước Hòa bình Versailles, không có bức ảnh hoặc đoạn phim nào ghi lại khoảnh khắc các phái đoàn ngồi vào bàn đàm phán hay ký kết văn bản trên toa xe lửa. Có một thông tin phổ biến cho rằng các nhiếp ảnh gia không được mời để tránh tạo áp lực lên phái đoàn Đức trong khoảnh khắc quan trọng này, nhưng "sự tế nhị" này không phản ánh đúng quá trình đàm phán. Có vẻ hợp lý hơn rằng hiệp định được ký kết trong điều kiện bí mật và vội vã đến mức phe Đồng minh không kịp chuẩn bị các biện pháp cần thiết để đưa tin cho báo chí.

## Các điều khoản
Trong số 34 điều khoản, Hiệp định đình chiến bao gồm những điểm chính sau đây:
A. Mặt trận phía Tây
- Chấm dứt các hoạt động quân sự trên Mặt trận phía Tây, trên đất liền và trên không, trong vòng sáu giờ kể từ khi ký kết, tức là vào lúc 11 giờ ngày 11 tháng 11.
- Rút quân ngay lập tức khỏi Pháp, Bỉ, Luxembourg và Alsace-Lorraine trong vòng 15 ngày. Bệnh nhân và người bị thương có thể để lại để phe Đồng minh chăm sóc.
- Hồi hương ngay lập tức tất cả cư dân bốn vùng lãnh thổ đó đang nằm trong tay người Đức.
- Giao nộp trang thiết bị quân sự: 5.000 khẩu pháo, 25.000 súng máy, 3.000 súng cối, 1.700 máy bay (bao gồm tất cả máy bay ném bom ban đêm), 5.000 đầu máy xe lửa, 150.000 toa tàu và 5.000 xe tải.
- Rút quân khỏi lãnh thổ ở phía tây sông Rhine và khu vực bán kính 30 km quanh các cây cầu ở bờ phía đông sông Rhine tại các thành phố Mainz, Koblenz và Cologne trong vòng 31 ngày.
- Lãnh thổ bị bỏ lại sẽ được quân đội Đồng minh chiếm đóng và được duy trì bằng chi phí của Đức.
- Không được phép di chuyển hoặc phá hủy tài sản dân sự hoặc cư dân trong các vùng lãnh thổ bị rút lui, tất cả trang thiết bị quân sự và cơ sở hạ tầng phải để lại nguyên vẹn.
- Tất cả các bãi mìn trên đất liền và trên biển phải được xác định rõ ràng.
- Tất cả các phương tiện giao thông (đường bộ, đường sắt, kênh đào, cầu, điện báo, điện thoại) phải để lại nguyên vẹn, cũng như tất cả những gì cần thiết cho nông nghiệp và công nghiệp.

B. Mặt trận phía Đông và Châu Phi
- Rút ngay lập tức tất cả quân Đức khỏi Romania và khỏi các khu vực thuộc Đế quốc Ottoman, Đế quốc Áo-Hung và Đế quốc Nga, trở về lãnh thổ Đức như tình trạng vào ngày 1 tháng 8 năm 1914, mặc dù Đức được ngầm cho phép ủng hộ Quân đội Tình nguyện Tây Nga thân Đức dưới vỏ bọc chống lại những người Bolshevik. Phe Đồng minh được quyền tiếp cận các quốc gia này.
- Từ bỏ Hiệp ước Brest-Litovsk với Nga và Hiệp ước Bucharest với Romania.
- Rút quân Đức khỏi Châu Phi.

C. Trên biển
- Chấm dứt ngay lập tức tất cả các hoạt động quân sự trên biển và giao nộp toàn bộ tàu ngầm của Đức trong vòng 14 ngày.
- Các tàu nổi của Đức được liệt kê sẽ bị tạm giữ trong vòng 7 ngày và các tàu còn lại sẽ bị giải giới.
- Các tàu của Đồng minh và của Hà Lan, Na Uy, Đan Mạch và Thụy Điển sẽ được tự do ra vào vùng biển của Đức.
- Tiếp tục phong tỏa hải quân đối với Đức.
- Rút quân ngay lập tức khỏi tất cả các cảng ở Biển Đen và bàn giao tất cả tàu Nga bị Đức chiếm giữ.

D. Điều khoản chung
- Thả ngay lập tức tất cả tù binh chiến tranh và dân thường bị giam giữ của phe Đồng minh, không yêu cầu sự trao đổi.
- Trong khi chờ giải quyết tài chính, Đức phải giao nộp các tài sản cướp bóc từ Bỉ, Romania và Nga.

Đặc biệt, quân Đức được yêu cầu ở lại trên lãnh thổ Nga cho đến khi quân Đồng minh đến, tuy nhiên, theo thỏa thuận với Bộ chỉ huy Đức, Hồng quân đã bắt đầu chiếm đóng các vùng quân Đức rút lui, chỉ có một số nơi (như Sevastopol, Odessa) quân Đức được thay thế bởi quân Đồng minh.

## Những nhân vật chủ chốt
Đối với phe Đồng minh, các nhân vật tham gia đều là quân sự. Hai người ký kết là:
- Thống chế Pháp Ferdinand Foch, tổng chỉ huy quân Đồng minh
- Đô đốc Rosslyn Wemyss, Đại diện Anh, Chỉ huy Hải quân

Các thành viên khác trong phái đoàn gồm có:
- Tướng Maxime Weygand, tham mưu trưởng của Foch (sau này là tổng chỉ huy quân Pháp vào năm 1940)
- Phó Đô đốc George Hope, Phó chỉ huy Hải quân Anh
- Thuyền trưởng Jack Marriott, sĩ quan hải quân Anh, Trợ lý Hải quân cho Chỉ huy Hải quân

Đối với Đức, bốn người ký kết là:
- Matthias Erzberger, một chính trị gia dân sự
- Bá tước Alfred von Oberndorff, Bộ Ngoại giao
- Thiếu tướng Detlof von Winterfeldt, quân đội
- Thuyền trưởng Ernst Vanselow, hải quân

Ngoài ra, phái đoàn Đức còn có hai phiên dịch viên đi cùng:
- Thuyền trưởng Geyser
- Kỵ binh trưởng (Rittmeister) von Helldorff

## Các sự kiện tiếp theo
Sau khi Hiệp định đình chiến Compiègne được ký kết vào ngày 11 tháng 11 năm 1918, các điều khoản hiệp định quy định việc ngừng bắn và các biện pháp tạm thời, nhưng thỏa thuận ngừng chiến cuối cùng cần phải được đạt được thông qua các cuộc đàm phán hòa bình. Hiệp định đình chiến ban đầu được ký kết trong 36 ngày, tuy nhiên, Đức nhiều lần yêu cầu phe Đồng minh ký ít nhất là một hiệp ước hòa bình sơ bộ, nhưng mọi yêu cầu của Đức đều bị từ chối. Lý do chính thức được đưa ra cho việc chậm trễ là chờ đợi tổng thống Hoa Kỳ Woodrow Wilson đến Paris, người chỉ đến vào ngày 13 tháng 12 năm 1918. Tuy nhiên, trên thực tế, các đồng minh không thể đạt được sự đồng thuận về các điều kiện hiệp ước hòa bình cuối cùng.
Trong thời gian đó, đến tháng 12 năm 1918, Bộ chỉ huy tối cao Đức đã rút tất cả quân đội về phía sông Rhine và không có một binh sĩ Đức nào bị bắt làm tù binh. Tuy nhiên, quân đội Đức phải đối mặt với ảnh hưởng làm mất tinh thần từ Cách mạng Tháng Mười Một. Mặc dù vậy, Đức đã sử dụng mối đe dọa "nguy cơ Bolshevik" như một công cụ để gây áp lực lên phe Hiệp ước, ám chỉ khả năng cách mạng lan rộng sang các quốc gia khác.
Đức bắt đầu phá hoại việc thực hiện các điều khoản hiệp định đình chiến: trì hoãn việc thả tù binh Pháp, không trả lại những vật có giá trị đã chiếm đoạt, và phớt lờ các yêu cầu về việc giao nộp tàu ngầm và tàu tuần dương bọc thép. Thậm chí, việc đóng tàu ngầm mới vẫn tiếp tục, và các phương tiện vận tải như đầu máy xe lửa và toa tàu không được giao nộp đúng hạn.
Khi thời hạn đình chiến sắp hết, phe Hiệp ước yêu cầu Đức gửi các đại biểu để gia hạn hiệp định. Trong các cuộc thảo luận sơ bộ, Tổng tham mưu trưởng Đức, Paul von Hindenburg, đã đề xuất Đức nên theo đuổi các điều kiện sau: hủy bỏ yêu cầu về việc thành lập vùng phi quân sự ở bờ phải sông Rhine, duy trì quyền tự do di chuyển giữa Đức và các lãnh thổ bị chiếm đóng, giảm số lượng quân chiếm đóng phe Đồng minh và dỡ bỏ phong tỏa. Tuy nhiên, phe Đồng minh vẫn khăng khăng với các điều kiện nghiêm ngặt hơn để kiểm soát chặt chẽ Đức hơn nữa.
Các cuộc đàm phán giữa phái đoàn Đức và Thống chế Foch về việc gia hạn hiệp định đình chiến diễn ra vào ngày 12–13 tháng 12 năm 1918 tại Trier. Matthias Erzberger, người đứng đầu phái đoàn Đức, nhấn mạnh nguy cơ xảy ra cách mạng ở Đức, chỉ ra bất ổn quân đội và xã hội, điều có thể dẫn đến đảo chính. Foch đã tính đến điều này khi quyết định gia hạn hiệp định đình chiến thêm một tháng, đến ngày 13 tháng 1 năm 1919. Là một biện pháp kiểm soát mới, phe Đồng minh có quyền chiếm giữ vùng trung lập ở bờ phải sông Rhine và đảm bảo quyền tự do đi qua Danzig và sông Vistula. Bước đi này cho phép phe Hiệp ước chuẩn bị một căn cứ để hỗ trợ Ba Lan trong các hành động chống lại Nga Xô viết sau này.
Tuy nhiên, Đức đồng thời cũng tiến hành các cuộc đàm phán bí mật với Ba Lan. Warsaw đã đề nghị hỗ trợ Đức trong việc bảo vệ Vilnius khỏi quân đội Xô viết đang tiến công, đổi lại Ba Lan được phép đi qua lãnh thổ Đức. Bộ chỉ huy Đức có xu hướng ủng hộ ý tưởng này.
Vào tháng 1 năm 1919, tại cuộc họp ở Kassel, chính phủ Đức và bộ chỉ huy tối cao đã thảo luận về khả năng đề xuất với phe Đồng minh một liên minh chống lại những người Bolshevik, đổi lại là việc nới lỏng các điều kiện ở mặt trận phía Tây. Điều này bao gồm việc sẵn sàng cho phép quân đội phe Hiệp ước vào Berlin nếu lực lượng cách mạng chiếm được thủ đô.
Trong các cuộc đàm phán về việc gia hạn hiệp định đình chiến, Thống chế Foch đã yêu cầu Đức phải chịu phạt vì không giao đủ đầu máy và toa tàu — 58 nghìn máy móc nông nghiệp. Ông cũng nhấn mạnh việc trao trả tù binh Nga cho phe Đồng minh, trả lại tài sản bị lấy đi từ các vùng lãnh thổ bị chiếm đóng và cung cấp hạm đội thương mại của Đức để vận chuyển lương thực đến châu Âu. Erzberger lại một lần nữa sử dụng mối đe dọa cách mạng như một lập luận.
Trong khi đó, các cuộc nổi dậy đã bị đàn áp ở Berlin. Các nhà lãnh đạo cách mạng Karl Liebknecht và Rosa Luxemburg bị giết hại. Sự kiện này đã gây ấn tượng mạnh với những người tham gia đàm phán. Erzberger tuyên bố rằng việc chuyển giao lượng lớn máy móc nông nghiệp sẽ gây ra một cú sốc nghiêm trọng đối với nền nông nghiệp Đức. Kết quả là Foch đã giảm bớt yêu cầu của mình, và hiệp định đình chiến được gia hạn đến ngày 17 tháng 2. Đức đồng ý cung cấp toàn bộ hạm đội thương mại của mình để vận chuyển lương thực, thay thế các thủy thủ đoàn Đức bằng thủy thủ đoàn phe Đồng minh.
Ngày 18 tháng 1 năm 1919, Hội nghị Hòa bình Paris được khai mạc, kết thúc bằng việc ký kết Hiệp ước Hòa bình Versailles giữa Đức và các nước thuộc phe Hiệp ước.
Khi đến hạn gia hạn hiệp định đình chiến vào tháng 2 năm 1919, Thống chế Foch đưa ra các điều kiện mới. Tuy nhiên, vào ngày 12 tháng 2, Hội đồng Tối cao phe Hiệp ước đã quyết định gia hạn đình chiến vô thời hạn mà không có thay đổi đáng kể, cho phép tiếp tục làm việc để hoàn tất hiệp ước hòa bình cuối cùng.

## Gia hạn đình chiến
Hiệp định đình chiến đã được gia hạn ba lần trước khi hòa bình chính thức được phê chuẩn. Trong giai đoạn này, các điều khoản hiệp định cũng được phát triển thêm.
- Hiệp định đình chiến đầu tiên (11 tháng 11 năm 1918 – 13 tháng 12 năm 1918)
- Gia hạn đình chiến lần thứ nhất (13 tháng 12 năm 1918 – 16 tháng 1 năm 1919)
- Gia hạn đình chiến lần thứ hai (16 tháng 1 năm 1919 – 16 tháng 2 năm 1919)

- Hiệp định Trèves, 17 tháng 1 năm 1919

- Gia hạn đình chiến lần thứ ba (16 tháng 2 năm 1919 – 10 tháng 1 năm 1920)

- Hiệp định Brussels, 14 tháng 3 năm 1919

Hòa bình được phê chuẩn vào lúc 4:15 chiều ngày 10 tháng 1 năm 1920.

## Trận chiến cuối cùng
Ngày cuối cùng Chiến tranh thế giới thứ nhất, 11 tháng 11 năm 1918, chứng kiến nhiều mất mát bi thảm và không cần thiết khi nhiều binh sĩ vẫn tiếp tục chiến đấu cho đến phút cuối cùng, mặc dù hiệp định đình chiến đã được ký kết. Các đơn vị pháo binh phe Đồng Minh tiếp tục nã pháo để tránh rắc rối về mặt hậu cần khi phải rút đạn, và một số chỉ huy muốn đảm bảo quân của họ chiếm các vị trí thuận lợi trong trường hợp giao tranh tiếp tục. Kết quả là, đã có tổng cộng 10.944 thương vong trong ngày hôm đó, bao gồm 2.738 người thiệt mạng.
Trong số những người thiệt mạng đáng chú ý vào ngày cuối cùng cuộc chiến có:
- Augustin Trébuchon, người lính Pháp cuối cùng hy sinh, bị bắn vào lúc 10:45 sáng khi đang chuyển tin nhắn cho đồng đội về việc súp nóng sẽ được phục vụ sau khi lệnh ngừng bắn có hiệu lực.
- Marcel Toussaint Terfve, người lính Bỉ cuối cùng, tử vong vì vết thương do súng máy gây ra cùng lúc, lúc 10:45 sáng.
- George Edwin Ellison, người lính Anh cuối cùng, bị giết vào khoảng 9:30 sáng khi đang do thám gần Mons, Bỉ.
- Binh nhì George Lawrence Price, người lính Canada và Khối Thịnh vượng chung cuối cùng hy sinh, bị bắn bởi một tay bắn tỉa chỉ hai phút trước khi hiệp định đình chiến có hiệu lực, vào lúc 10:58 sáng tại Ville-sur-Haine, Bỉ.
- Henry Gunther, một binh sĩ Mỹ, được coi là người lính cuối cùng thiệt mạng trong chiến tranh. Anh bị giết vào lúc 10:59 sáng, chỉ một phút trước khi hiệp định có hiệu lực, trong khi đang tấn công một vị trí của Đức. Các binh sĩ Đức, biết rằng sắp có lệnh ngừng bắn, đã cố gắng ngăn anh lại nhưng cuối cùng phải nổ súng, giết chết anh.

Trong một sự kiện bi thảm khác, Trung úy Tomas, được cho là người lính Đức cuối cùng thiệt mạng, bị giết ngay sau 11:00 sáng. Anh được cho là đã rời khỏi chiến hào để thông báo cho quân Mỹ về hiệp định đình chiến, nhưng không biết về lệnh ngừng bắn, quân Mỹ đã nổ súng và giết chết anh.
Tin tức về hiệp định đình chiến mất thời gian để đến các chiến trường xa hơn. Lực lượng Đức ở châu Phi, vẫn tiếp tục chiến đấu ở Bắc Rhodesia (nay là Zambia) trong gần hai tuần sau ngày 11 tháng 11, chỉ dừng lại khi họ biết về hiệp định đình chiến và tự đàm phán hiệp định đình chiến địa phương.
Số lượng thương vong cao trong ngày cuối cùng cuộc chiến đã gây ra phẫn nộ và xấu hổ trên diện rộng, đặc biệt là khi hiệp định đình chiến đã được ký kết nhiều giờ trước đó. Tại Hoa Kỳ, Quốc hội đã mở một cuộc điều tra về các quyết định ban lãnh đạo Lực lượng Viễn chinh Mỹ, đặc biệt là Tướng John Pershing, để xác định lý do tại sao cuộc chiến vẫn tiếp tục. Ở Pháp, nhiều ngôi mộ các binh sĩ tử trận vào ngày 11 tháng 11 đã được âm thầm lùi ngày tử trận về 10 tháng 11 để làm dịu thực tế cay đắng về những mất mát không cần thiết sau khi cuộc chiến đã kết thúc trên thực tế.

## Di sản
Hiệp định đình chiến ngày 11 tháng 11 năm 1918 trở thành một biểu tượng trung tâm Thế chiến I, đánh dấu sự kết thúc cuộc xung đột và tôn vinh hàng triệu người đã hy sinh. Hằng năm, ngày này được kỷ niệm với nhiều tên gọi khác nhau trên toàn thế giới: "Ngày Đình chiến" ở nhiều nước, "Ngày Tưởng niệm" ở các quốc gia thuộc Khối Thịnh vượng chung, Ngày Cựu chiến binh ở Hoa Kỳ, và Ngày Độc lập ở Ba Lan, nơi kỷ niệm việc khôi phục chủ quyền vào ngày 11 tháng 11 năm 1918. Các buổi lễ thường có các nghi thức tưởng niệm những người lính vô danh, tập trung vào sự hy sinh những binh sĩ bình thường hơn là tôn vinh các lãnh đạo quân sự.
Một sự kiện lịch sử đáng chú ý liên quan đến Hiệp định đình chiến là việc Adolf Hitler sử dụng cùng toa xe lửa, nơi hiệp định năm 1918 được ký kết, để đàm phán việc Pháp đầu hàng sau chiến thắng của Đức trong Trận Pháp trong Thế chiến II. Việc ký kết Hiệp định đình chiến ngày 22 tháng 6 năm 1940 tại Compiègne được Hitler coi như một hành động trả thù biểu tượng cho thất bại của Đức năm 1918. Sau đó, Rừng đình chiến, nơi hiệp định năm 1918 được ký kết, phần lớn bị phá hủy như một phần trong cuộc trả thù biểu tượng này.
Sau khi kết thúc Chiến tranh Trung-Nhật lần thứ hai, cũng phản ánh tầm quan trọng Hiệp định đình chiến. Việc Nhật Bản đầu hàng chính thức diễn ra vào ngày 9 tháng 9 năm 1945 lúc 9 giờ sáng. Ngày này được chọn cẩn thận vì sự liên hệ tượng trưng với hiệp định đình chiến năm 1918 (11 giờ ngày 11 tháng 11). Ngoài ra, trong tiếng Trung, số chín có âm giống với từ "lâu dài", biểu thị hy vọng rằng hòa bình mới này sẽ kéo dài mãi mãi. Điều này cho thấy di sản của Hiệp định đình chiến năm 1918 tiếp tục ảnh hưởng đến cách các cuộc xung đột sau này được ghi nhớ và kỷ niệm.

## Huyền thoại "đâm sau lưng"
Huyền thoại nhát dao đâm sau lưng (Dolchstoßlegende) nổi lên ở Đức sau Thế chiến I như một câu chuyện sai lệch, đổ lỗi cho thất bại của Đức không phải do những thất bại quân sự mà do sự phản bội từ nội bộ. Theo huyền thoại này, quân đội Đức không hề bị đánh bại trên chiến trường, mà bị phản bội bởi những người dân ở quê nhà, đặc biệt là các chính trị gia cánh tả, những người theo chủ nghĩa xã hội, người Do Thái, và các yếu tố "phá hoại" khác. Câu chuyện này bỏ qua thực tế rằng quân đội Đức đã kiệt sức, thiếu tài nguyên và chịu tổn thất nặng nề, bao gồm cả từ đại dịch cúm năm 1918, khiến khoảng một triệu binh lính không thể chiến đấu.
Những lãnh đạo quân sự hàng đầu như Tướng Paul von Hindenburg và cựu Tổng tham mưu Erich Ludendorff đã giúp lan truyền huyền thoại này. Vào thời điểm Hiệp định đình chiến, lực lượng Đức thực tế đã rút khỏi chiến trường trong trật tự, và Mặt trận phía Tây vẫn cách xa Berlin, cho phép các lãnh đạo này lập luận rằng Đức chưa bị đánh bại hoàn toàn về mặt quân sự. Thay vào đó, họ cho rằng bất ổn chính trị, các cuộc đình công và nổi dậy trong nước đã làm suy yếu nỗ lực chiến tranh, dẫn đến sự đầu hàng. Huyền thoại này tỏ ra hữu ích về mặt chính trị, vì nó chuyển trách nhiệm cho thất bại ra khỏi quân đội và đổ lỗi cho Cộng hòa Weimar mới thành lập và các phe phái chính trị cánh tả, bao gồm những người theo chủ nghĩa xã hội và người Do Thái.
Huyền thoại này càng được thúc đẩy bởi những sự hiểu sai về cuốn sách The Last Four Months (Bốn tháng cuối cùng) của Thiếu tướng Anh Frederick Maurice. Các bài phê bình về cuốn sách trên báo chí Đức đã bóp méo phân tích Maurice để củng cố quan điểm rằng quân đội Đức không bị đánh bại trên chiến trường mà đã bị "đâm sau lưng". Ludendorff đã lợi dụng những bài phê bình này để thuyết phục Hindenburg và những người khác lan truyền phiên bản sự kiện này.
Vào ngày 18 tháng 11 năm 1919, trong một phiên điều trần trước Ủy ban Điều tra Quốc hội, Hindenburg công khai ủng hộ huyền thoại này, trích dẫn lời của một tướng Anh giấu tên, "Như một vị tướng Anh đã nói rất đúng, Quân đội Đức đã bị 'đâm sau lưng'". Sự ủng hộ này giúp củng cố vị thế huyền thoại trong diễn ngôn hậu chiến ở Đức.
Huyền thoại nhát dao đâm sau lưng trở thành một phần quan trọng trong tuyên truyền phe cực hữu, đặc biệt là trong thời kỳ trỗi dậy Đảng Quốc xã, đảng đã sử dụng nó để bôi nhọ Cộng hòa Weimar và biện minh cho các chính sách bài Do Thái và chống cánh tả. Nó đã thổi bùng sự oán giận và tư tưởng xét lại ở Đức, góp phần vào những điều kiện dẫn đến Thế chiến II.